# Atyphopsis modesta
Atyphopsis modesta là một loài bướm đêm thuộc phân họ Arctiinae, họ Erebidae.